# Aleksandr Oparin
Aleksandr Ivanovich Oparin (em russo:  Алекса́ндр Ива́нович Опарин; Uglitch, 2 de março (18 de fevereiro juliano) de 1894 — Moscou, 21 de abril de 1980) foi um biólogo e bioquímico russo considerado um dos precursores dos estudos sobre a origem da vida.

## Vida
Oparin se formou na Universidade de Moscou em 1917. Em 1924 publicou um opúsculo com a primeira versão de sua teoria para explicar o surgimento da vida na Terra, a partir da evolução química gradual de moléculas baseadas em carbono. A segunda versão, de 1938, alcançaria sucesso internacional que resultou na conhecida versão em inglês, de 1953. Em 1946, foi admitido na Academia Soviética das Ciências. Em 1970, foi eleito presidente da "Sociedade Internacional para o Estudo da Origem da Vida". Faleceu aos 86 anos, em 21 de abril de 1980, e foi sepultado no Cemitério Novodevichy em Moscou.

## Teoria
Sua teoria tem um forte embasamento darwiniano: através de competição e seleção natural, determinadas formas de organização molecular tornaram-se dominantes e caracterizam as moléculas vivas de hoje. Segundo ele, não existe diferença fundamental entre os organismos vivos e matéria sem vida. Em princípio havia soluções simples de substâncias orgânicas, cujo comportamento era governado pelas propriedades de seus átomos e pelo arranjo destes átomos em uma estrutura molecular. Gradualmente, entretanto, como resultado do crescimento em complexidade, novas propriedades surgiram em consequência do arranjo espacial e relacionamento mútuo das moléculas. Portanto, a complexa combinação de propriedades que caracteriza a vida surgiu a partir do processo de evolução da matéria.
Levando em conta a então recente descoberta de metano na atmosfera de Júpiter e outros planetas gigantes, Oparin postulou que a Terra primitiva também possuía uma atmosfera fortemente redutora, contendo metano, amônia, hidrogênio e água. Em sua opinião, esses foram os elementos essenciais para a evolução da vida.
Nessa época a Terra estava passando por um processo de resfriamento, que permitiu o acúmulo de água nas depressões da sua crosta, formando os mares primitivos. As tempestades com raios eram freqüentes e ainda não havia na atmosfera o escudo de ozônio contra radiações. As descargas elétricas e as radiações que atingiam nosso planeta teriam fornecido energia para que algumas moléculas presentes na atmosfera se unissem, dando origem a moléculas maiores e mais complexas: as primeiras moléculas orgânicas. Estas eram arrastadas pelas águas das chuvas e passavam a se acumular nos mares primitivos, que eram quentes e rasos.
O processo, repetindo-se ao longo de vários anos, teria transformado os mares primitivos em "sopas primitivas", ricas em matéria orgânica. Baseado no trabalho de Bungenberg de Jong em coacervados, certas moléculas orgânicas (especialmente as proteínas) podem espontaneamente formar agregados e camadas, quando estão na água. Oparin sugeriu que diferentes tipos de coacervados podem ter se formado nas "sopas primitivas" dos oceanos. Esses coacervados não eram seres vivos, mas sim uma primitiva organização das substâncias orgânicas, principalmente proteínas, em um sistema isolado. Apesar de isolados os coacervados podiam trocar substâncias com o meio externo, sendo que em seu interior houve possibilidade de ocorrerem inúmeras reações químicas. Subseqüentemente, sujeitos ao processo de seleção natural, esses coacervados cresceram em complexidade, adquirindo por fim características de organismos vivos.

## Repercussão
Oparin teve sua carreira marcada pela íntima colaboração com a ideologia comunista e com o estado soviético. Suas ideias se coadunavam com o materialismo dialético e eram promovidas no país e no exterior, enquanto Oparin era mitificado como "Darwin do século XX". É notória sua associação com Trophim Lysenko e Olga Lepeshinsakya, pseudocientistas que dominaram o establishment científico soviético no período estalinista.
Um aspecto de sua hipótese, a ideia da atmosfera redutora, interessou muito ao químico estadunidense Harold Urey. Urey, que se notabilizara pela descoberta do deutério, encarregou seu aluno Stanley Miller de investigar experimentalmente as proposições de Oparin. O experimento realizado demonstrou que as condições atmosféricas imaginadas por Oparin permitiriam a síntese abiótica de alguns aminoácidos, fato que teve ampla repercussão na imprensa internacional.
Embora as concepções de Oparin sobre a atmosfera primitiva tenham perdido o apoio quase unânime de que desfrutavam, alguns pesquisadores, como Freeman Dyson e Doron Lancet, químico do Instituto Weizmann da Ciência de Israel tem investigado mais recentemente a formação de coacervados, outro aspecto original das ideias de Oparin.

## Principais trabalhos
- Oparin, A. I. Proiskhozhdenie zhizni. Moscow: Izd. Moskovskii Rabochii, 1924. (em russo)
  - Traduções em inglês:
    - Oparin, A. I. "The origin of life", translation by Ann Synge. In: Bernal, J. D. (ed.), The origin of life, Weidenfeld & Nicolson, London, 1967, p. 199–234. Google, Valencia University.
    - Oparin, A. I. The Origin and Development of Life (NASA TTF-488). Washington: D.C.L GPO, 1968.
- Oparin, A. I. Vozniknovenie zhizni na zemle. Moscow: Izd. Akad. Nauk SSSR, 1936.
  - English translations:
    - Oparin, A. I. The Origin of Life, 1st ed., Nova York: Macmillan, 1938.
    - Oparin, A. I. The Origin of Life, 2nd ed., Nova York: Dover, 1953, reimpresso em 2003, Google.
    - Oparin, A. I. The Origin of Life on the Earth, 3rd ed., Nova York: Academic Press, 1957, BHL
- Oparin, A., Fesenkov, V. Life in the Universe. Moscow: USSR Academy of Sciences publisher, 3a. Edição, 1956. (em russo)
  - Tradução para o inglês: Oparin, A. e V. Fesenkov. Life in the Universe. New York: Twayne Publishers (1961).
- "The External Factors in Enzyme Interactions Within a Plant Cell"
- "Life, Its Nature, Origin and Evolution"
- "The History of the Theory of Genesis and Evolution of Life"